# Neonikotinoidy
Neonikotinoidy je označení skupiny pesticidů chemicky podobných nikotinu. Účinkují na nervový systém hmyzu a fungují jako systémové insekticidy.

## Seznam
| název (dle ISO) | vzorec       | výrobce                                   | produkt                          | poznámka                                                                |
| --------------- | ------------ | ----------------------------------------- | -------------------------------- | ----------------------------------------------------------------------- |
| acetamiprid     | C10H11ClN4   | Nippon Soda                               | Mospilan, Assail, ChipcoTristar  |                                                                         |
| clothianidin    | C6H8ClN5O2S  | Takeda Chemical Industries, Bayer AG      | Poncho, Dantosu, Dantop, Santana | komerčně vyráběn po roce 2000                                           |
| cycloxaprid     | C17H23ClN4O3 | ECUST / SSPC / FMC                        |                                  |                                                                         |
| dinotefuran     | C7H14N4O3    | Mitsui Chemicals                          | Starkle, Safari, Venom           |                                                                         |
| imidacloprid    | C9H10ClN5O2  | Bayer CropScience                         | Confidor, Admire, Gaucho         | první komerčně vyráběný neonikotinoid, patentován 1985                  |
| imidaclothiz    | C7H8ClN5O2S  | Nantong Jiangshan Agrochemical & Chemical |                                  |                                                                         |
| nitenpyram      | C11H15ClN4O2 | Sumitomo Chemical                         | Capstar, Bestguard               |                                                                         |
| nithiazin       | C5H8N2O2S    | –                                         | –                                | první vyvinutý neonikotinoid, pro nedostatečnou fotostabilitu nevyráběn |
| paichongding    | C17H23ClN4O3 | Jiangsu Kesheng Company                   |                                  |                                                                         |
| thiacloprid     | C10H9ClN4S   | Bayer CropScience                         | Calypso, Sonido                  | v Evropské unii zakázán 13. 1. 2020 s platností od 16. 4. 2020          |
| thiamethoxam    | C8H10ClN5O3S | Syngenta                                  | Actara, Platinum, Cruiser        | komerčně vyráběn po roce 2000                                           |

## Nežádoucí účinky a omezení
V dubnu 2013 byl podle doporučení Evropská komise schválen v Evropské unii dočasný zákaz tří pesticidů z této skupiny, které se mohou podílet na masivním úhynu včel. Zákaz vstoupil v platnost v prosinci 2013 a trval dva roky. Týkal se látek imidakloprid, thiametoxam a klothianidin.
Od roku 2018 byl tento zákaz schválen jako časově neomezený. Od roku 2020 se vztahuje i na thiakloprid.
Americká agentura EPA se rozhodla k podobným opatřením v roce 2016.

## Odraz v kultuře
Výzkum vlivu neonikotinoidů na včely představuje hlavní téma románu Umrlčí cesta skotského spisovatele Petera Maye.